# 中ノ川村
中ノ川村（なかのがわむら）は福島県大沼郡にあった村。現在の河沼郡柳津町の南西部、滝谷川流域にあたる。

## 地理
- 山：湯の岳、岩淵山、志津倉山、場良山、博士山、嶽の山、猿倉が嶽
- 河川：滝谷川

## 歴史
- 1889年（明治22年）4月1日 - 町村制の施行により、砂子原村、黒沢村、冑中村、五畳敷村、湯八木沢村、大成沢村、芋小屋村、琵琶首村の区域をもって発足。
- 1940年（昭和15年）4月1日 - 東川村と合併して西山村が発足。同日中ノ川村廃止。

## 名所・旧跡・観光スポット・祭事・催事
- 西山温泉